# خراستاویتسه
خراستاویتسه (به چکی: Chrastavice) یک منطقهٔ مسکونی در جمهوری چک است که در ناحیه دوماژلیتسه واقع شده‌است. خراستاویتسه ۸٫۷۳ کیلومتر مربع مساحت و ۳۵۶ نفر جمعیت دارد و ۴۴۸ متر بالاتر از سطح دریا واقع شده‌است.